# Kadirisettihalli, Gudibanda
Kadirisettihalli là một làng thuộc tehsil Gudibanda, huyện Kolar, bang Karnataka, Ấn Độ.